# Сачуров
Сачуров (словац. Sačurov) — село в Словаччині, Врановському окрузі Пряшівського краю. Розташоване в східній частині Словаччини в куті Східнословацької низовини вимеженому рікою Ондавою на ниві потока Олшава.
Уперше згадується у 1402 році.

## Пам'ятки
У селі є римо-католицький костел (1769) в стилі пізнього бароко та греко-католицька церква Покрови Пресвятої Богородиці (1709) в стилі класицизму, перебудована в 1809 році, з 1986 року національна культурна пам'ятка. Цінною є станумна чаша із 1710 року.

## Населення
| Рік:            | 1993 | 2003    | 2013     | 2023     |
| --------------- | ---- | ------- | -------- | -------- |
| Кількість осіб: | 1861 | 1992    | 2301     | 2569     |
| Різниця:        |      | +7,03 % | +15,51 % | +11,64 % |

| Рік:            | 2022 | 2023    |
| --------------- | ---- | ------- |
| Кількість осіб: | 2548 | 2569    |
| Різниця:        |      | +0,82 % |

У селі проживає 2244 осіб.
Національний склад населення (за даними перепису 2001 року):
- словаки — 88,07 %,
- цигани — 10,30 %,
- чехи — 0,10 %,
- українці — 0,05 %,
- русини — 0,05 %,
- моравці — 0,05 %.

Склад населення за приналежністю до релігії станом на 2001 рік:
- римо-католики — 50,00 %,
- греко-католики — 34,76 %,
- православні — 0,61 %,
- протестанти — 0,41 %,
- не вважають себе вірянами або не належать до жодної конфесії — 13,92 %.